# Roman Serbyn

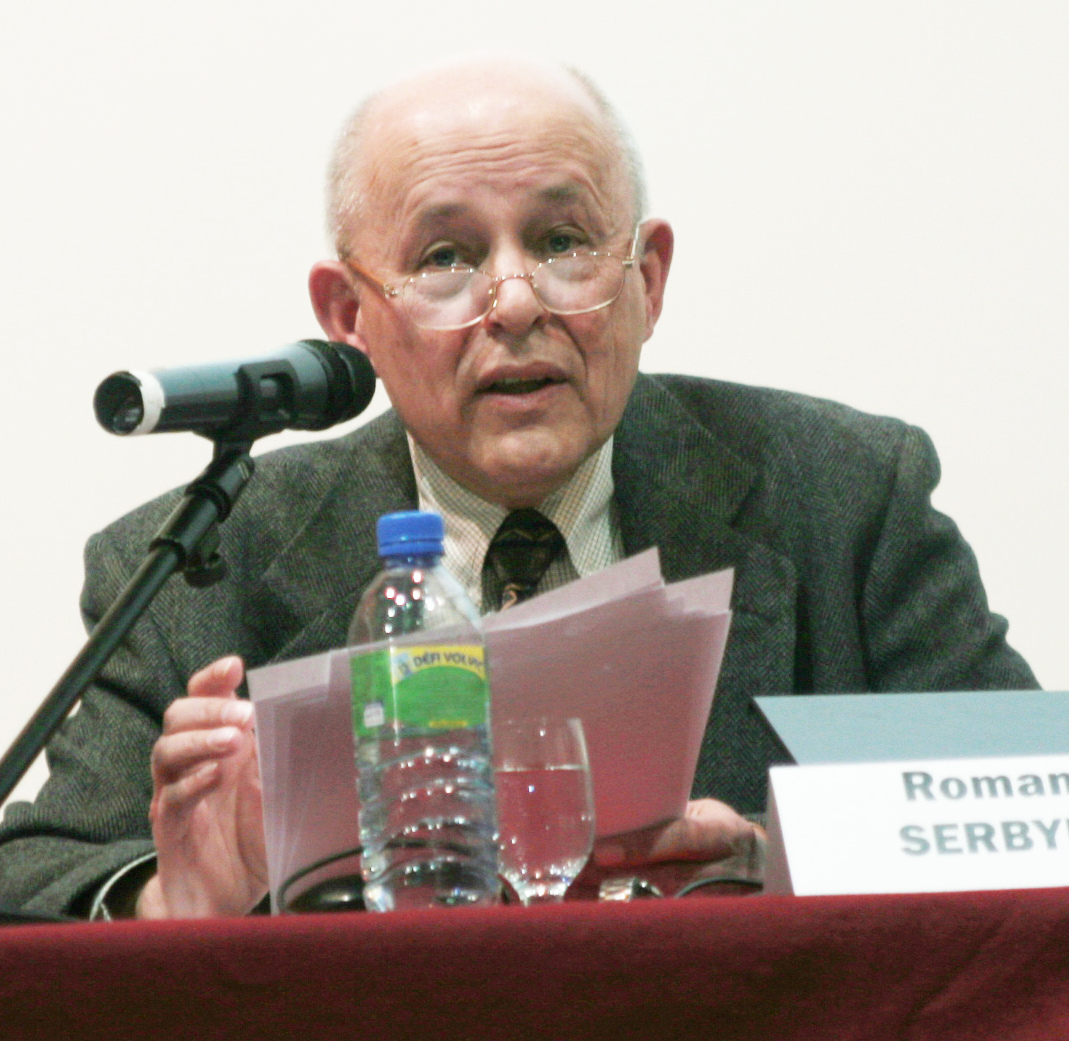
Roman Serbyn

Roman Serbyn (russisch: Роман Сербин; * 21. März 1939 in Wiktoriw, Sowjetunion) ist ein kanadischer Historiker.

## Leben
1948 wanderte seine Familie aus der Sowjetunion nach Kanada aus. Nach dem Studium an der McBill University und an der Sorbonne in Frankreich lehrte er von 1969 bis 2002 an der Université du Québec à Montréal.
Seine Spezialgebiete sind russische und ukrainische Geschichte.

## Publikationen
- 1986 mit Bohdan Krawchenko Famine in Ukraine 1932–1933 (Der Hunger in der Ukraine 1932–1933); ISBN 0-920862-43-8
- 1992 Holod 1921–1923 I Ukrainska Presa V Kanadi (Die Hungersnot 1921–1923 und die ukrainische Presse in Kanada); ISBN 0-9696301-0-7